# Vimont
Vimont ist eine französische Gemeinde mit 884 Einwohnern (Stand: 1. Januar 2022) im Département Calvados in der Region Normandie; sie gehört zum Arrondissement Caen und zum Kanton Troarn.

## Geographie
Vimont liegt etwa 13 Kilometer ostsüdöstlich von Caen. Umgeben wird Vimont von den Nachbargemeinden Banneville-la-Campagne im Norden und Nordwesten, Saint-Pair im Norden, Janville im Nordosten, Argences im Osten, Moult im Süden und Südosten, Bellengreville im Westen und Südwesten, Frénouville im Westen sowie Émiéville im Westen und Nordwesten.
Durch die Gemeinde führt die frühere Route nationale 13 (heutige D613).

## Geschichte
1826 wurde der Ort Saint-Pierre-Oursin eingemeindet.

### Bevölkerungsentwicklung
| Jahr      | 1962 | 1968 | 1975 | 1982 | 1990 | 1999 | 2006 | 2012 |
| Einwohner | 190  | 218  | 276  | 413  | 470  | 483  | 520  | 739  |

Quelle: INSEE

## Sehenswürdigkeiten
- Schloss Vimont aus dem 18. Jahrhundert, Monument historique seit 1978
- Schloss Saint-Pierre-Orsin, heutiges Kurhaus

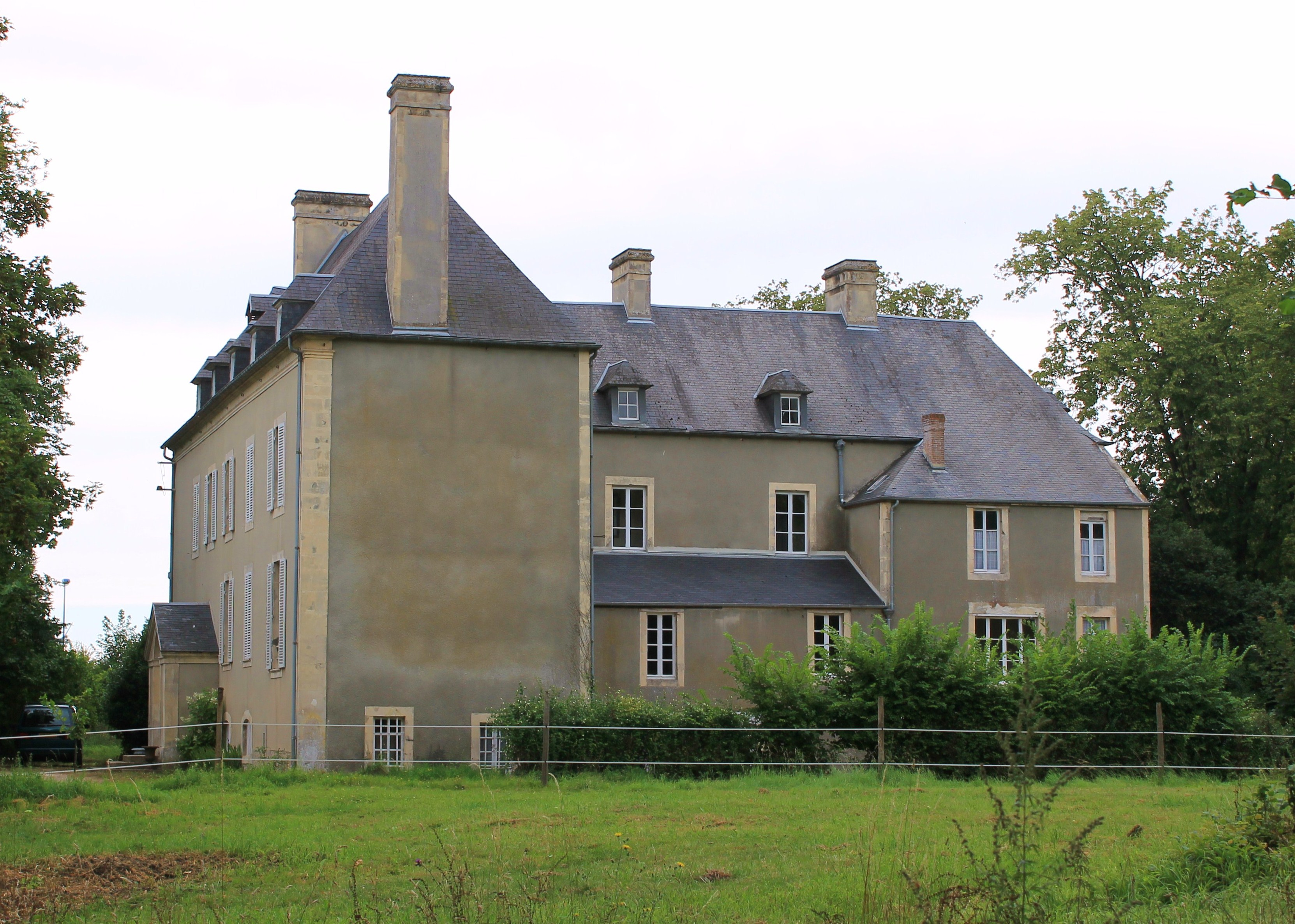
Schloss Vimont
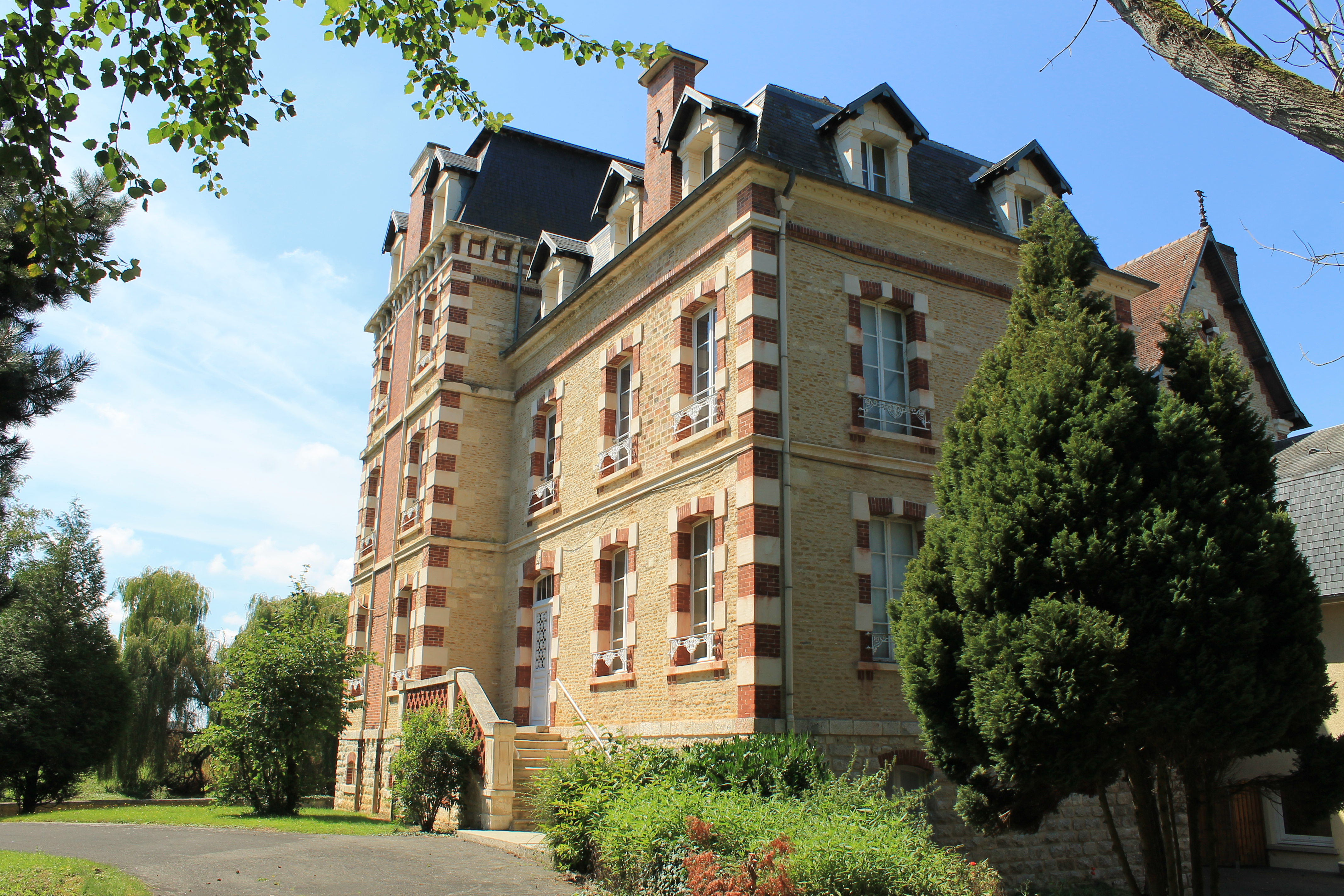
Schloss Saint-Pierre-Oursin